# Телескоп Леонарда Ейлера
Leonhard Euler Telescope також Swiss 1.2-metre Leonhard Euler Telescope (EULER) (укр. Швейцарський 1,2-метровий телескоп Леонарда Ейлера) — національний, повністю автоматичний 1,2-метровий (47 дюймів) рефлекторний телескоп, побудований і керований Женевською обсерваторією. Розташований на висоті 2375 м в обсерваторії Ла-Сілья в чилійському регіоні Норте-Чико, приблизно за 460 кілометрів на північ від Сантьяго де Чилі. Телескоп, який вперше побачив світло 12 квітня 1998 року, названий на честь швейцарського математика Леонарда Поля Ейлера.
Телескоп Ейлера використовує інструмент CORALIE для пошуку екзопланет. Крім того, в телескопі використовується багатоцільовий EulerCam (ecam), високоточний фотометричний інструмент, і менший телескоп Pisco, який монтується на задній частині. Його першим відкриттям стала планета на орбіті навколо Глізе 86, визначена як гарячий Юпітер з орбітальним періодом лише 15,8 земних днів і приблизно в чотири рази більшою за масу Юпітера. Відтоді багато інших екзопланет було відкрито або досліджено під час подальших спостережень.
Разом із телескопом Меркатор Ейлер брав участь у Програмі пошуку позасонячних планет Southern Sky, яка виявила численні позасонячні планети. Також часто використовується для подальшої характеристики для визначення маси екзопланет, виявлених ширококутним пошуком планет, SuperWASP.